# Libnotes clintoni
Libnotes clintoni är en tvåvingeart som först beskrevs av Alexander 1936.  Libnotes clintoni ingår i släktet Libnotes och familjen småharkrankar. Inga underarter finns listade i Catalogue of Life.